# Семеновское (Брейтовский район)
Семёновское — село в Брейтовском районе Ярославской области. Входит в состав Брейтовского сельского поселения.

## География
Находится в северо-западной части Ярославской области на расстоянии приблизительно 11 км на юг по прямой от административного центра района села Брейтово.

## История
Было отмечено еще на карте 1798 года. В 1859 году здесь (село Мологского уезда Ярославской губернии) было учтено 10 дворов, в 1898 — 15.

## Население
| 1859 | 1914 | 2002 | 2007 | 2010 |
| ---- | ---- | ---- | ---- | ---- |
| 81   | ↗103 | ↘0   | →0   | →0   |

## Достопримечательности
Михайловская церковь постройки 1806 года (не действует).